# Wesley Hoedt
Wesley Hoedt (ur. 6 marca 1994 w Alkmaarze) – holenderski piłkarz występujący na pozycji obrońcy angielskim klubie Watford. Wychowanek AZ Alkmaar.

## Kariera klubowa
Hoedt urodził się w Alkmaarze i został zawodnikiem akademii drużyny AZ. W dniu 12 grudnia 2013 roku zadebiutował w barwach AZ w Lidze Europy przeciwko PAOK–owi. Zagrał pełne 90 minut, a mecz zakończył się remisem 2-2.
W sezonie 2014-15 Hoedt został włączony do pierwszej drużyny i stał się członkiem 24-osobowej drużyny na najbliższy sezon.
Po odejściu Hoedta z AZ w 2015 roku, S.S. Lazio podpisało z nim kontrakt jako bezpłatny transfer. Podpisał czteroletnią umowę o wartości 1,25 mln euro za sezon. Pierwszą bramkę dla klubu zdobył w dniu 21 sierpnia 2016 roku w wygranym 4-3 meczu z Atalantą. W sierpniu 2017 roku zdobył swoje pierwsze trofeum, a mianowicie Superpuchar Włoch, gdzie Lazio pokonało Juventus Turyn 3-2. Hoedt całe spotkanie przesiedział na ławce rezerwowych. 22 sierpnia podpisał pięcioletnią umowę z Southampton. Kwota transferu wyniosła około 15 mln funtów

## Kariera reprezentacyjna
Hoedt zadebiutował w dorosłej drużynie Holandii 25 marca 2017 roku, podczas meczu eliminacyjnego do Mistrzostw Świata z Bułgarią.

## Statystyki kariery
(aktualne na dzień 26 kwietnia 2019)
| Klub               | Sezon              | Liga               | Liga  | Liga   | Puchary krajowe | Puchary krajowe | Europa | Europa | Suma  | Suma   |
| Klub               | Sezon              | Liga               | Mecze | Bramki | Mecze           | Bramki          | Mecze  | Bramki | Mecze | Bramki |
| ------------------ | ------------------ | ------------------ | ----- | ------ | --------------- | --------------- | ------ | ------ | ----- | ------ |
| AZ Alkmaar         | 2013/14            | Eredivisie         | 2     | 0      | 0               | 0               | 1      | 0      | 3     | 0      |
| AZ Alkmaar         | 2014/15            | Eredivisie         | 24    | 2      | 3               | 0               | –      | –      | 27    | 2      |
| S.S. Lazio         | 2015/16            | Serie A            | 25    | 0      | 2               | 0               | 8      | 1      | 35    | 1      |
| S.S. Lazio         | 2016/17            | Serie A            | 23    | 2      | 3               | 1               | 0      | 0      | 26    | 3      |
| Southampton        | 2017/18            | Premier League     | 27    | 0      | 4               | 1               | 0      | 0      | 31    | 1      |
| Southampton        | 2018/19            | Premier League     | 13    | 0      | 0               | 0               | 0      | 0      | 13    | 0      |
| Celta Vigo         | 2018/19            | Primera División   | 10    | 0      | 0               | 0               | 0      | 0      | 10    | 0      |
| Ogólnie w karierze | Ogólnie w karierze | Ogólnie w karierze | 124   | 4      | 12              | 2               | 9      | 1      | 144   | 7      |

## Sukcesy

### Klubowe
Lazio
- Superpuchar Włoch: 2017